# Gabriele Freytag
Gabriele Freytag (* 21. März 1967) ist eine ehemalige deutsche Volleyball- und Beachvolleyballspielerin.

## Karriere
Gabriele Freytag begann 1980 mit dem Volleyball in der Halle. Später spielte die Außenangreiferin mit Post Telekom Berlin und dem TSV Spandau 1860 in der zweiten Bundesliga. Im Jahr 1991 spielte sie ihr erstes Beachvolleyball-Turnier. 2000 wurde sie mit Martina Stoof Dritte bei der Deutschen Meisterschaft in Timmendorfer Strand.
Von 2008 bis 2015 war die Diplom-Sportökonomin Gabriele Freytag Direktorin der Führungs-Akademie des Deutschen Olympischen Sportbunds. Im Jahr 2015 wurde sie Leiterin des Referates für Standortmarketing und Sportentwicklung in der Berliner Senatsverwaltung für Inneres und Sport. Sie übernahm 2019 die Leitung der Abteilung Sport.